# Rosica (dopływ Jantry)
Rosica (bułg. Росица) – rzeka w północnej Bułgarii, lewy dopływ Jantry. Długość – 164 km, powierzchnia zlewni – 2 265 km². 
Rosica ma źródła w pasmie górskim Kałoferska Płanina w środkowej części Starej Płaniny. Płynie na północ, przecina miasto Sewliewo, stopniowo zmienia kierunek na wschodni, przepływa zbiornik wodny Aleksander Stambolijski i wypływa na Nizinę Naddunajską. Uchodzi do Jantry koło wsi Polikrajszte. 
Największe dopływy Rosicy to Łopusznica, Czuparata, Widima, Krapec, Negowanka i Bochot.